# Carsten Borchgrevink
Carsten Egeberg Borchgrevink (Oslo, 1 de dezembro de 1864 - 21 de abril de 1934) foi um explorador polar anglo-norueguês, pioneiro da viagem moderna à Antártida. Borchgrevink foi o precursor de Robert Falcon Scott, Ernest Shackleton, Roald Amundsen e outros nomes famosos associados à Era Heroica da Exploração Antártica. Começou sua carreira de explorador em 1894 ao participar de uma expedição baleeira da Noruega, na qual ele trouxe de volta uma coleção dos primeiros espécimes da vida vegetal a sul do Círculo Polar Antártico.
Borchgrevinkium, um gênero extinto de artrópode quelicerado, homenageia Carsten Borchgrevink através de seu nome.